# جورج رودني ويليس
جورج رودني ويليس (بالإنجليزية: George Rodney Willis)‏ هو مهندس معماري أمريكي، ولد في 11 أغسطس 1879 في شيكاغو في الولايات المتحدة، وتوفي في 1960.